# Осадовий цикл
Осадовий цикл (рос. осадочный цикл, англ. sedimentary cycle; нім. sedimentärer Zyklus m) — закономірна послідовність фаціальних типів відкладів, в якій верхні (пізні) члени мають схожість з нижніми (ранніми).